# 부산 선동 삼층석탑
삼층석탑(三層石塔)은 부산광역시 금정구 선동에 있는 석탑이다. 2016년 9월 21일 부산광역시의 유형문화재 제175호로 지정되었다.

## 개요
이 삼층석탑은 총 높이가 3.2m인 아담한 규모로 전체적으로 비례가 적절하고 균형미를 갖춘 탑이다. 기본적으로 통일신라 전성기 때의 전형석탑 양식을 따르고 있으나 하층기단에 비해 축소된 상층기단 및 상・하층 기단의 1:2 탱주 비율, 작은 규모의 탑신부, 4단의 옥개받침 등을 지니고 있어 통일신라 하대인 9세기 후반경에 조성된 석탑으로 보인다. 현재 부산 지역에는 보물 제 250호인 《범어사 삼층석탑》이 4단의 층급받침으로 도치된 노반에 후보(後補)한 보주를 포함하여 총고(總高)가 3.58cm이였음에 비하여 이 석탑은 규모상 범어사 석탑에 비견될 수 있다. 또 부산시 유형문화재로는 제9호인 《울주 대곡사지의 부산대 박물관 오층석탑》을 비롯하여 제10호인 《합천 대병리의 동아대 삼층석탑》, 제11호와 제12호인 《원효암 동편》, 《서편 삼층석탑》 등등이 있으나 모두 부재가 완전하지 못하고 후보한 형식인데 비하여 이 석탑은 완전한 부재를 갖춘 점에서 높이 평가 된다. 따라서 9세기 전형적인 석탑 양식과 그 당시의 대표적인 모습을 갖췄다는 점에서 통일신라시대 석탑 연구에 중요한 작품으로 평가되는 문화재이다.

## 참고 자료
- 부산 선동 삼층석탑 - 국가유산청 국가유산포털